# Luis Mayanés
Luis Lindorfo Mayanés Contreras (ur. 15 stycznia 1925, zm. 6 listopada 1979) – piłkarz chilijski grający podczas kariery na pozycji napastnika.

## Kariera klubowa
Podczas kariery piłkarskiej Luis Mayanés występował w stołecznym klubie Universidad Católica. Z Universidad Católica zdobył mistrzostwo Chile w 1949.

## Kariera reprezentacyjna
W 1950 roku został powołany przez selekcjonera Arturo Bucciardiego do kadry na mistrzostwa świata w Brazylii. Na mundialu wystąpił w meczu z Anglią i był to jego jedyny występ w reprezentacji.